# Liste von Bibliotheken in Nordrhein-Westfalen

Logo „vbnw“ mit stilisiertem, aufgeschlagenem Buch

Logo „hbz“ mit abstraktem Quadratmuster

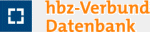
Logo der hbz-Verbunddatenbank

Die Liste von Bibliotheken in Nordrhein-Westfalen nennt Bibliotheken in öffentlicher und privater Trägerschaft in Nordrhein-Westfalen.
Über 300 Bibliotheken in Nordrhein-Westfalen haben sich im Verband der Bibliotheken des Landes Nordrhein-Westfalen (vbnw) mit Sitz in Münster zusammengeschlossen. Der vbnw fungiert zugleich als Landesverband des Deutschen Bibliotheksverbands.
Als Landeseinrichtung besteht das Hochschulbibliothekszentrum des Landes Nordrhein-Westfalen (hbz) mit Sitz in Köln. Es betreibt zusammen mit den Hochschulbibliotheken und großen kommunalen Bibliotheken einen Bibliotheksverbund und bietet weitere Dienstleistungen (z. B. die hbz-Verbunddatenbank) im Bibliotheks- und Informationsbereich an. Als Landesbibliographie gilt die Nordrhein-Westfälische Bibliographie.

## Bibliotheken nach Kreis bzw. kreisfreier Stadt

### Städteregion Aachen
- Stadtbibliothek Aachen

### Bielefeld
- Stadtbibliothek Bielefeld
- Universitätsbibliothek Bielefeld

### Bochum
- Stadtbücherei Bochum
- Universitätsbibliothek Bochum
- Haus der Geschichte des Ruhrgebiets
- Ehemalige Speicherbibliothek Bochum

### Bonn
- Bibliothek der Friedrich-Ebert-Stiftung Bonn
- Bibliothek für Hugenottengeschichte
- Bibliothek des Kunsthistorischen Instituts der Universität Bonn
- Stadtbibliothek Bonn
- Universitäts- und Landesbibliothek Bonn

### Kreis Detmold
- Lippische Landesbibliothek Detmold
- Stadtbibliothek Detmold

### Dortmund
- Bibliothek des Evangelischen Kirchenkreises Dortmund
- Fachhochschulbibliothek Dortmund
- Stadt- und Landesbibliothek Dortmund
- Universitätsbibliothek Dortmund

### Duisburg
- Stadtbibliothek Duisburg
- Universitätsbibliothek Duisburg-Essen

### Düsseldorf
- Hochschulbibliothek der Hochschule Düsseldorf
- Stadtbüchereien Düsseldorf
- Universitäts- und Landesbibliothek Düsseldorf

### Ennepe-Ruhr-Kreis
- Landeskundliche Bibliothek des Märkischen Kreises, Altena
- Bibliothek Witten
- Gustav-Landauer-Bibliothek Witten

### Essen
- Universitätsbibliothek Duisburg-Essen

### Kreis Gütersloh
- Stadtbibliothek Gütersloh

### Iserlohn
- Deutsche Abfallwirtschaftsbibliothek
- Stadtbücherei Iserlohn

### Köln
- Bibliothek des Instituts für internationales und ausländisches Privatrecht der Universität zu Köln
- Stadtbibliothek Köln
- Universitäts- und Stadtbibliothek Köln
- Erzbischöfliche Diözesan- und Dombibliothek Köln
- Kunst- und Museumsbibliothek der Stadt Köln
- Schia-Bibliothek
- TtE-Bücherei
- Zentralbibliothek der Sportwissenschaften
- ZB MED – Informationszentrum Lebenswissenschaften Deutsche Zentralbibliothek für Medizin

Siehe auch: Kölner Bibliotheken

### Leverkusen
- Stadtbibliothek Leverkusen

### Kreis Mettmann
- Stadtbibliothek Ratingen
- Stadtbücherei Velbert

### Mönchengladbach
- Stadtbibliothek Mönchengladbach

### Münster
- Diözesanbibliothek Münster
- Stadtbücherei Münster
- Universitäts- und Landesbibliothek Münster

### Neuss
- Stadtbibliothek Neuss

### Kreis Paderborn
- Erzbischöfliche Akademische Bibliothek Paderborn
- Universitätsbibliothek Paderborn

### Kreis Siegen-Wittgenstein
- Universitätsbibliothek Siegen

### Wuppertal
- Stadtbibliothek Wuppertal
- Universitätsbibliothek Wuppertal

## Wissenschaftliche Bibliotheken des Landes Nordrhein-Westfalen

### Universitätsbibliotheken,Landesbibliothekenund ZentraleFachbibliotheken
- Hochschulbibliothek der RWTH Aachen
- Universitätsbibliothek Bielefeld
- Universitätsbibliothek Bochum
- Universitäts- und Landesbibliothek Bonn
- Lippische Landesbibliothek Detmold
- Universitätsbibliothek Dortmund
- Universitäts- und Landesbibliothek Düsseldorf
- Universitätsbibliothek Duisburg-Essen
- Universitätsbibliothek Hagen
- Universitäts- und Stadtbibliothek Köln
- Deutsche Zentralbibliothek für Medizin Köln
- Zentralbibliothek der Sportwissenschaften Köln
- Universitäts- und Landesbibliothek Münster
- Universitätsbibliothek Paderborn
- Universitätsbibliothek Siegen
- Universitätsbibliothek Wuppertal

### Fachhochschulbibliotheken
- Hochschulbibliothek der Fachhochschule Aachen
- Fachhochschulbibliothek Bielefeld
- Hochschulbibliothek Bochum
- Hochschul- und Kreisbibliothek Bonn-Rhein-Sieg
- Fachhochschulbibliothek der Fachhochschule des Bundes, Brühl
- Fachhochschulbibliothek Dortmund
- Hochschulbibliothek der Fachhochschule Düsseldorf
- Fachhochschulbibliothek Gelsenkirchen
- Fachhochschulbibliothek Köln
- S(kim) Bibliothek der Hochschule Ostwestfalen-Lippe
- Hochschulbibliothek der Fachhochschule Südwestfalen
- Fachhochschulbibliothek Münster
- Hochschulbibliothek Niederrhein

## Kommunale Bibliotheken

### A
- Stadtbibliothek Aachen, vormals Öffentliche Bibliothek der Stadt Aachen
- Stadtbücherei Ahaus
- Stadtbücherei Ahlen
- Öffentliche Bücherei in der Gemeinde Alpen
- Stadtbücherei Alsdorf
- Landeskundliche Bibliothek des Märkischen Kreises
- Stadtbücherei Altena
- Stadtbücherei Arnsberg

### B
- Stadtbücherei Bad Berleburg
- Stadtbücherei Bad Honnef
- Stadtbücherei Bad Münstereifel
- Stadtbücherei Bad Oeynhausen
- Stadtbücherei Bad Salzuflen
- Stadtbücherei Baesweiler
- Stadtbücherei Beckum
- Stadtbibliothek Bergheim
- Stadtbücherei Bergisch Gladbach
- Stadtbibliothek Bergkamen
- Stadtbücherei Bergneustadt
- Stadtbibliothek Bielefeld
- Stadtbibliothek Bocholt
- Stadtbücherei Bochum
- Universitäts- und Landesbibliothek Bonn
- Stadtbücherei Bonn
- Bibliothek des Rheinischen Landesmuseums Bonn
- Lebendige Bibliothek Bottrop
- Stadtbücherei Breckerfeld
- Stadtbibliothek Brilon
- Stadtbücherei Brühl
- Stadtbücherei Bünde
- Stadtbücherei Burscheid

### C
- Stadtbibliothek Castrop-Rauxel
- Stadt- und Kreisbücherei Coesfeld

### D
- Stadtbücherei Datteln
- Stadtbibliothek Detmold
- Stadtbibliothek Dinslaken
- Stadtbibliothek Dormagen
- Stadtbibliothek Dorsten
- Stadt- und Landesbibliothek Dortmund
- Stadtbibliothek Duisburg
- Stadtbücherei Dülmen
- Stadtbücherei Düren
- Stadtbüchereien Düsseldorf
- Universitäts- und Landesbibliothek Düsseldorf

### E
- Stadtbücherei Emmerich am Rhein
- Stadtbibliothek Emsdetten
- Stadtbücherei Enger
- Stadtbücherei Ennepetal
- Kreis- und Stadtbücherei Erkelenz
- Stadtbücherei Erkrath
- Stadtbücherei Eschweiler
- Stadtbücherei Espelkamp
- Stadtbibliothek Essen
- Stadtbücherei Euskirchen

### F
- Stadtbücherei Frankenthal
- Stadtbücherei Frechen

### G
- Stadtbücherei Geilenkirchen
- Öffentliche Bücherei Geldern
- Stadtbücherei Gelsenkirchen
- Stadtbücherei Gevelsberg
- Stadtbücherei Gladbeck
- Stadtbücherei Goch
- Stadtbibliothek Greven
- Stadtbücherei Grevenbroich
- Stadtbücherei Gronau
- Kreis- und Stadtbücherei Gummersbach
- Stadtbibliothek Gütersloh

### H
- Stadtbücherei Haan
- Stadtbücherei Hagen
- Stadtbücherei Halle
- Stadtbücherei Haltern
- Stadtbücherei Halver
- Stadtbücherei Hamm
- Stadtbücherei Hattingen
- Stadtbücherei Heiligenhaus
- Stadtbücherei Heinsberg
- Stadtbücherei Hemer
- Stadtbibliothek Hennef
- Stadtbibliothek Herford
- Stadtbibliothek Herne
- Martin-Opitz-Bibliothek Herne
- Stadtbibliothek Herten (Stadtbibliothek im Glashaus)
- Stadtbücherei Herzogenrath
- Stadtbücherei Hilden
- Stadtbücherei Höhr-Grenzhausen
- Stadtbücherei Höxter
- Stadtbücherei Hückelhoven
- Stadtbibliothek Hückeswagen
- Stadtbücherei Hürth
- Bibliothek des Bundessprachenamtes, Hürth

### I
- Stadtbücherei Ibbenbüren
- Stadtbücherei Iserlohn

### J
- Stadtbücherei Jülich
- Zentralbibliothek des Forschungszentrum Jülich

### K
- Stadtbücherei Kamen
- Stadtbücherei Kamp-Lintfort
- Stadtbücherei Kandel
- Kreis- und Stadtbibliothek Kempen
- Stadtbücherei St. Martinus
- Stadtbibliothek Kierspe
- Stadtbücherei Kleve
- Universitäts- und Stadtbibliothek Köln
- Stadtbibliothek Köln
- Wirtschaftsbibliothek der IHK zu Köln
- Bibliothek der Kunsthochschule für Medien Köln
- Bibliothek der Rheinischen Fachhochschule Köln
- Kunst- und Museumsbibliothek der Stadt Köln
- Stadtbücherei Krefeld
- Stadtbibliothek Kreuztal

### L
- Stadtbücherei Lage
- Stadtbibliothek Langenfeld
- Stadtbücherei Leichlingen
- Stadtbücherei Lemgo
- Stadtbibliothek Leverkusen
- Stadtbücherei Lippstadt
- Stadtbücherei Löhne
- Stadtbücherei Lüdenscheid
- Stadtbücherei St. Felizitas in Lüdinghausen
- Stadtbücherei Lünen

### M
- Stadtbibliothek Marl
- Stadtbücherei Mechernich
- Öffentliche Bücherei Meckenheim
- Stadtbücherei Meerbusch
- Stadtbücherei Meinerzhagen
- Stadtbücherei Meschede
- Stadtbibliothek Mettmann
- Stadtbibliothek Minden
- Stadtbibliothek Mönchengladbach
- Zentralbibliothek Moers
- Stadtbücherei Monheim
- Stadtbücherei Monschau
- Stadtbibliothek Mülheim an der Ruhr
- Universitäts- und Landesbibliothek Münster
- Stadtbücherei Münster

### N
- Stadtbücherei Nettetal
- Stadtbücherei Neukirchen-Vluyn
- Stadtbibliothek Neuss

### O
- Stadtbibliothek Oberhausen
- Stadtbücherei Oelde
- Stadtbücherei Olpe
- Stadtbücherei Olsberg
- Stadtbücherei St. Walburga Overath

### P
- Stadtbibliothek Paderborn
- Medienzentrum für das Erzbistum Paderborn
- Kreisfahrbücherei Paderborn
- Stadtbücherei Plettenberg
- Stadtbücherei Pulheim

### R
- Stadtbücherei Radevormwald
- Stadtbibliothek Ratingen
- Stadtbücherei Recklinghausen
- Stadtbücherei Rees
- Öffentlichen Bibliothek der Stadt Remscheid
- Stadtbibliothek Rheda-Wiedenbrück
- Stadtbibliothek Rheinberg
- Stadtbibliothek Rheine
- Stadtbibliothek Rietberg
- Stadtbücherei Rösrath

### S
- Stadtbücherei Sankt Augustin
- Stadtbücherei Schleiden
- Stadtbücherei Schwelm
- Stadtbibliothek Siegburg
- Stadtbücherei Siegen
- Stadtbücherei Soest
- Fahrbücherei Kreis Soest
- Stadtbibliothek Solingen
- Stadtbücherei Sprockhövel
- Stadtbücherei Steinfurt
- Stadtbücherei Stolberg
- Stadtbücherei Sundern

### T
- Stadtbücherei Telgte
- Stadtbücherei Tönisvorst
- Stadtbibliothek Troisdorf

### U
- Stadtbibliothek Unna

### V
- Stadtbücherei Velbert
- Stadtbibliothek Versmold
- Stadtbibliothek Viersen
- Stadtbibliothek Voerde

### W
- Stadtbücherei Waldbröl
- Stadtbücherei Waltrop
- Stadtbücherei Warendorf
- Stadtbücherei Werdohl
- Stadtbücherei Werl
- Stadtbücherei Wermelskirchen
- Stadtbücherei Werne
- Stadtbücherei Wesseling
- Stadtbücherei Wetter
- Stadtbücherei Wiehl
- Bibliothek Witten
- Stadtbibliothek Wuppertal
- Stadtbücherei Würselen

### X
- Stadtbücherei Xanten

## Kirchliche Bibliotheken
- Diözesanbibliothek Aachen
- Neue Benediktinerabtei Kornelimünster
- Katholische Öffentliche Bücherei St.Stephanus, Beckum
- Bibliothek der Kirchlichen Hochschule Bethel
- Büchereifachstelle der Evangelischen Kirche von Westfalen
- Katholische öffentliche Bücherei St. Nikolaus Bonn
- Katholische öffentliche Bücherei St. Remigius Borken
- Bibliothek des Evangelischen Kirchenkreises Dortmund, Dortmund
- Katholische öffentliche Bücherei St. Jakobus Ennigerloh
- Diözesanbibliothek Essen
- Kirchliche Büchereien und Schrifttum im Bistum Essen
- Katholische öffentliche Bücherei St.Pankratius Gescher
- Stadtbücherei St. Lucia Harsewinkel[1][2]
- Dom- und Diözesanbibliothek Köln Erzbischöflichen Diözesan- und Dombibliothek Köln
- Diözesanbibliothek Münster
- Katholische öffentliche Bücherei St. Anna Neuenkirchen
- Katholische öffentliche Bücherei St. Lamberti Ochtrup
- Erzbischöfliche Akademische Bibliothek Paderborn, Paderborn
- Katholische öffentliche Bücherei St. Martinus Stommeln Pulheim
- Katholische öffentliche Bücherei St. Gudula Rhede
- Katholische öffentliche Bücherei St. Martin Rheinbach
- Katholische öffentliche Bücherei St. Otger Stadtlohn
- Katholische öffentliche Bücherei St. Georg Vreden
- Hochschul- und Landeskirchenbibliothek Wuppertal
- Katholische öffentliche Bücherei St. Marien, Unna-Massen

## Sonstige Bibliotheken
- Alanus Bibliothek Alfter
- Bibliothek der Stiftung Schloss Moyland, Bedburg
- Bibliothek des Institut für Landes- und Stadtentwicklungsforschung
- Bibliothek der von Bodelschwinghsche Stiftungen Bethel
- Bibliothek des Ruhrgebiets, Bochum
- Bibliothek der Friedrich-Ebert-Stiftung Bonn
- Bibliothek der Hochschule für Musik Detmold
- Haus der Bibliotheken Dortmund
- Bibliothek der Folkwang Hochschule im Ruhrgebiet Essen
- Bibliothek der Konrad-Adenauer-Stiftung Sankt Augustin
- Bibliothek des Landeskundlichen Instituts Westmünsterland, Vreden
- Gustav-Landauer-Bibliothek Witten
- Internationale Komponistinnen-Bibliothek Unna
- Lesben- und Schwulenbibliothek Düsseldorf
- Varnhagensche Bibliothek, Iserlohn